# Tennistoernooi van Acapulco 2003
|                                         |  |                                        |
| Amanda Coetzer, winnares bij de vrouwen |  | Agustín Calleri, winnaar bij de mannen |

Het tennistoernooi van Acapulco van 2003 werd van 24 februari tot en met 2 maart 2003 gespeeld op de gravel-buitenbanen van het Fairmont Acapulco Princess hotel in de Mexicaanse stad Acapulco. De officiële naam van het toernooi was Abierto Mexicano Telefonica Movistar.
Het toernooi bestond uit twee delen:
- WTA-toernooi van Acapulco 2003, het toernooi voor de vrouwen
- ATP-toernooi van Acapulco 2003, het toernooi voor de mannen

ATP-toernooi van Acapulco‎ – WTA-toernooi van Acapulco‎

2001 · 2002 · 2003 · 2004 · 2005 · 2006 · 2007 · 2008 · 2009 · 2010 · 2011 · 2012 · 2013 · 2014 · 2015 · 2016 · 2017 · 2018 · 2019 · 2020